# Zygophyllum karatavicum
Zygophyllum karatavicum är en pockenholtsväxtart som beskrevs av A. Boriss.. Zygophyllum karatavicum ingår i släktet Zygophyllum och familjen pockenholtsväxter. Inga underarter finns listade i Catalogue of Life.